# Reian Meddour
Reian Meddour (23 januari 1998) is een Belgisch voetballer met Algerijnse roots die sinds 2024 uitkomt voor KVK Tienen.

## Clubcarrière
Meddour genoot een deel van zijn jeugdopleiding bij RSC Anderlecht, waarmee hij in de seizoenen 2016/17 en 2017/18 in actie kwam in de UEFA Youth League. In de zomer van 2018 stapte hij over naar Cercle Brugge.
In september 2019 tekende Meddour voor RWDM, dat toen uitkwam in Eerste klasse amateurs. Meddour maakte pas op 1 november 2020 zijn officiële debuut voor de club, die inmiddels naar Eerste klasse B was gepromoveerd: in de competitiewedstrijd tegen Club NXT liet interim-trainer Thierry Berghmans, die de coronapositieve Laurent Demol verving, hem in de slotfase invallen voor Lenny Nangis.
In het seizoen 2021/22 leende RWDM hem uit aan KSK Heist. Meddour speelde mee in 21 van de 30 competitiewedstrijden in Eerste nationale, al zaten daar na de jaarwisseling wel geregeld invalbeurten van slechts een handvol minuten bij.
Na een tijdje zonder club gezeten te hebben, sloot Meddour zich in het voorjaar van 2023 aan bij de Zwitserse vierdeklasser FC Vevey-Sports. In de zomer van 2023 testte hij bij UR Namen, maar de verdediger slaagde er niet in om een contract te versieren bij de promovendus in Eerste nationale. Uiteindelijk tekende hij in het voorjaar van 2024 bij reeksgenoot KVK Tienen.

## Interlandcarrière
In 2015 speelde Meddour twee jeugdinterlands voor België –17.